# Режан (молочный продукт)
Режан (арм. ռեժան) — традиционный армянский молочный продукт, представляющий собой густые жирные сливки. Он изготавливается из натурального молока и широко используется в армянской кухне как самостоятельное блюдо или в качестве ингредиента для различных рецептов.

## Приготовление
Режан получают путём сепарации свежего молока для отделения сливок, которые затем подвергаются процессу загустения. В результате получается продукт с высокой жирностью и характерным сливочным вкусом. Жирность режана может достигать 65%, что придаёт ему насыщенную и кремовую текстуру.

## Использование в кулинарии
В армянской кухне режан употребляют как самостоятельное блюдо, намазывая на хлеб или лаваш, а также используют в приготовлении различных блюд, таких как соусы, десерты и выпечка. Его богатый вкус и кремовая консистенция делают его популярным ингредиентом в традиционных рецептах.

## Культурное значение
Режан является неотъемлемой частью армянской гастрономической культуры. Его подают на праздниках и семейных застольях, а также используют в повседневном питании. Этот продукт отражает богатые традиции армянского молочного производства и ценится за свои вкусовые качества и питательную ценность.

## Современное производство
Сегодня режан производится как в домашних условиях, так и на промышленных предприятиях. Многие армянские бренды предлагают режан с различной степенью жирности и в разнообразной упаковке, что делает его доступным для широкого круга потребителей. Режан остаётся важным элементом армянской кухни, сохраняя свои традиции и адаптируясь к современным требованиям потребителей.